# ناشفيل إس سي
نادي ناشفيل لكرة القدم (بالإنجليزية: Nashville Soccer Club)‏ هو فريق كرة قدم أمريكي من مدينة ناشفيل،تينيسي.تأسس النادي في 2017 وبدأ المشاركة في الدوري الأمريكي لكرة القدم في 2020.